# Michele Tramezzino
Michele Tramezzino (Roma, 1526 – Venezia, 1571, 1579 o 1582 a seconda delle fonti) è stato un editore e stampatore italiano.

## Biografia
Nato nella "Città Eterna", la sua famiglia fuggì a Venezia nel 1527 per scampare al sacco di Roma da parte dei Lanzichenecchi al soldo di Carlo V d'Asburgo. Dopo aver iniziato a lavorare nel mondo della stampa nel 1539, in una data imprecisata, il fratello Francesco ritornò a Roma, mentre Michele decise di rimanere nella Repubblica di Venezia: i fratelli aprirono quindi in queste città due stamperie, nelle quali vennero pubblicate mappe, incisioni e opere letterarie, storiche e giuridiche a partire dal 1551. Tutte le loro produzioni, molto abbondanti in numero, recavano come marca tipografica un'illustrazione rappresentante la figura della Sibilla.
Michele Tramezzino fu lo stampatore delle principali opere cavalleresche del prolifico scrittore Mambrino Roseo. Fu, più in generale, uno specialista in traduzioni di romanzi cavallereschi di successo. Alcuni di questi, vennero tradotti dallo spagnolo da Pietro Lauro.